# Les Dodd
Leslie Anthony „Les“ Dodd (* 11. Februar 1954) ist ein englischer ehemaliger Snookerspieler, der zwischen 1983 und 1999 insgesamt sechzehn Jahre lang als Profispieler aktiv war und in dieser Zeit unter anderem Rang 36 der Weltrangliste erreicht hat.

## Karriere

### Anfänge als Amateur
Dodd machte erstmals auf sich aufmerksam, als er 1980 unter anderem mit einem Whitewash über den sechsfachen Weltmeister Ray Reardon das Viertelfinale der Pontins Spring Open erreichte und dort mit 1:4 dem Waliser Cliff Wilson unterlag. Ein Jahr später erreichte er das Halbfinale des nördlichen Qualifikationswettbewerbs für die English Amateur Championship und verlor gegen George Wood, bevor er 1982 eine Runde vorher sich John Parrott geschlagen geben musste. Kurz darauf, zur Saison 1982/83, wurde Dodd schließlich Profispieler.

### Erste Profijahre
Nachdem Dodd bereits 1982 als Amateur zum Bass and Golden Leisure Classic eingeladen worden war und dort gegen Paul Medati sein Auftaktspiel verloren hatte, erreichte er im Laufe der Saison 1982/83 sowohl bei den International Open als auch bei der UK Championship sowie bei der Snookerweltmeisterschaft jeweils die Runde der letzten 32 und somit auf Anhieb die Hauptrunde der Snookerweltmeisterschaft. Auf der Weltrangliste bedeutete dies eine Platzierung auf Rang 36, welcher seine gesamte Karriere lang seine beste Weltranglistenplatzierung blieb.
In der folgenden Saison verlor Dodd zum Auftakt bei den International Open, beim Professional Championship und bei der UK Championship seine Auftaktspiele und schied später nach überstandener Qualifikation beim International Masters in der Gruppenphase aus. Bei den beiden weiteren Ranglistenturnieren, Classic und Snookerweltmeisterschaft, konnte Dodd immerhin jeweils ein Spiel gewinnen, bevor er jeweils vor der Hauptrunde ausschied. Dennoch verlor er auf der Weltrangliste nur sieben Plätze und wurde somit auf Rang 43 geführt.
Auch in der Saison 1984/85 verlor Dodd mit vier Spielen erneut mehrere Auftaktpartien, wobei er im Gegensatz dazu unter anderem bei der English Professional Championship die Runde der letzten 32 erreichte und in dieser mit 1:9 gegen Willie Thorne verlor. Davon abgesehen verlor er bei der UK Championship nach einem Sieg über Steve Newbury gegen dessen walisischen Landsmann Cliff Wilson, nachdem er letzteren und zuvor Robby Foldvari bei den International Open besiegt hatte und dort in der Runde der letzten 32 gegen Ray Reardon verloren hatte. Trotz dieses Erfolges verlor Dodd auf der Weltrangliste weitere zehn Plätze.

### Etablierung in den Top 70
In der Saison 1985/86 schied Dodd bei den meisten Turnieren in der Runde der letzten 64 oder früher aus und verlor zudem mehrere Auftaktspiele. Lediglich zum Saisonende bei der Qualifikation für die Hauptrunde der Snookerweltmeisterschaft konnte Dodd mit Siegen über Jack Fitzmaurice und Mike Watterson die finale Runde erreichen, in der er allerdings mit 7:10 dem Südafrikaner Perrie Mans unterlag. Auf der Weltrangliste verlor er trotz dieses Ergebnisses nochmals fünfzehn Plätze, wodurch er nun Rang 63 belegte.
In der nächsten Saison konnte er trotz dreier Auftaktniederlagen seine Ergebnisse deutlich verbessern. So begann er die Saison mit einer Teilnahme an der Runde der letzten 64 der International Open, bevor er sowohl beim Grand Prix mit Siegen über George Scott und Kirk Stevens als auch beim Classic mit Siegen über Paul Medati und Doug Mountjoy die Runde der letzten 32 erreichte, in der er jeweils Mike Hallett und Cliff Wilson unterlag. Kurz darauf erreichte er bei dem Non-ranking-Turnier English Professional Championship mit Siegen über unter anderem Tony Knowles, Mike Hallett und Joe Johnson überraschend zum einzigen Male das Finale eines Profiturnieres, das er mit 5:9 gegen Tony Meo verlor. Durch diese Verbesserungen konnte sich Dodd auf der Weltrangliste um siebzehn Plätze auf Rang 51 steigern.
Allerdings stagnierten mit der Saison 1987/88 Dodds Ergebnisse erneut, auch wenn er bei der English Professional Championship die Runde der letzten 32 erreichte und davon abgesehen nur zwei Auftaktspiele verlor. Allerdings schied er bei allen anderen Ranglistenturnieren stets in der Runde der letzten 64 aus, sodass er auf der Weltrangliste nun auf Rang 62 geführt wurde.

### Aufstieg auf Rang 40
Auch in der Saison 1988/89 schied Dodd bei Ranglistenturnieren häufig bereits in der Runde der letzten 64 aus und verlor zudem bei der English Professional Championship sein Auftaktspiel. Allerdings zog er mittels Siegen über Mark Rowing, Murdo MacLeod und John Campbell ins Viertelfinale des dritten WPBSA-Non-Ranking-Events ein. Davon abgesehen besiegte er bei den International Open Colin Roscoe und John Parrott, bevor er in der Runde der letzten 32 gegen Barry West verlor, und beendete die Saison mit Siegen über Joe Grech und Glen Wilkinson und dem damit verbundenen Einzug in die finale Qualifikationsrunde für die Snookerweltmeisterschaft, in der er sich jedoch dem Australier Eddie Charlton mit 6:10 geschlagen geben musste. Auf der Weltrangliste verschlechterte er sich dennoch um drei Plätze auf Rang 65.
Ebenso schied Dodd auch in der folgenden Saison mehrfach früh aus, doch im Gegensatz dazu begann er die Saison mit einer Achtelfinalteilnahme bei den Hong Kong Open, wo er Stephen Hendry unterlag. Zudem erreichte er ebenjene Runde auch beim zweiten Event der WPBSA-Non-Ranking-Serie und unterlag zuvor beim Grand Prix in der Runde der letzten 32 dem Engländer Paul Gibson. Bei den British Open zog er außerdem mit Siegen über Terry Whitthread, Warren King, Cliff Wilson, Mark Rowing und Tony Knowles ins Viertelfinale ein, in dem er mit 3:5 gegen den Engländer Steve James verlor. Dies alles bedeutete hinsichtlich der Weltrangliste ein Gewinn von zwanzig Plätzen, sodass er nun auf Rang 45 geführt wurde.
Mit der Saison 1990/91 stieg die Zahl der Niederlagen in der Runde der letzten 96 beziehungsweise in der Runde der letzten 64 wieder auf acht an. Davon abgesehen gelang ihm bei der Snookerweltmeisterschaft der Einzug in die finale Qualifikationsrunde, wo er Steve Newbury mit 5:10 unterlag, nachdem er bereits beim Non-ranking-Turnier Benson and Hedges Satellite Championship das Achtelfinale erreicht hatte und dort nach Siegen über Joe O’Boye und Jonathan Birch gegen Darren Morgan verloren hatte. Zuvor war er jedoch bereits mittels Siegen über Mike Darrington, Tony Knowles, John Virgo und Eddie Charlton ins Viertelfinale der Asian Open eingezogen, in dem er mit 4:5 Mike Hallett unterlag. Auf der Weltrangliste konnte er sich um fünf Plätze auf Rang 40 verbessern.

### Absturz aus und Rückkehr in die Top 50
Doch spätestens mit der Saison 1991/92 brachen seine Ergebnisse ein: Bei elf Turnieren konnte er lediglich fünf Mal sein Auftaktspiel gewinnen, wobei er bei vier der fünf Turniere in der darauffolgenden Runde ausschied. Lediglich beim Classic besiegte er mit Guy Dennis und Tony Knowles zwei Spieler, bevor er in der Runde der letzten 32 gegen den Thailänder James Wattana verlor. Auf der Weltrangliste stürzte er um achtzehn Plätze auf Rang 58 ab.
In der folgenden Spielzeit stieg die Zahl der gewonnenen Auftaktspiel wieder auf sieben von dreizehn möglichen an, wobei er erneut bei lediglich einem Turnier mindestens zwei Spiele vor dem Ausscheiden gewinnen konnte: Bei der Snookerweltmeisterschaft besiegte er den Norweger Bjørn L’Orange sowie den Schotten Paul McPhillips jeweils im Decider, bevor er dank der kampflosen Aufgabe Eddie Charltons sich nach zehn Jahren zum zweiten Mal überhaupt für die Hauptrunde der Snookerweltmeisterschaft qualifizieren konnte. In dieser schied er allerdings wegen einer 5:10-Niederlage gegen den Waliser Darren Morgan sofort aus.
In der Saison 1993/94 konnte Dodd bei erneut dreizehn Turnieren nur noch sechs Auftaktspiele gewinnen, wobei er erneut lediglich bei einem einzigen Turnier über die folgende Runde hinaus kam. Dies war erneut bei der Snookerweltmeisterschaft der Fall, bei der sich mittels Siegen über Craig Edwards, Nigel Gilbert und Doug Mountjoy erneut für die Hauptrunde qualifizierte und in dieser erneut – in diesem Falle mit 9:10 gegen Steve James – sofort ausschied. Im Anschluss daran wurde Dodd erstmals zum Pontins Professional eingeladen, bei dem er aber ebenfalls sein Auftaktspiel verlor. Auf der Weltrangliste konnte er sich trotz der Auftaktniederlagen um zwölf Ränge auf Platz 46 verbessern.

### Letzte Profijahre
In der Saison 1994/95 konnte Dodd jedoch nur noch fünf Auftaktspiele gewinnen, wobei er lediglich bei der Benson & Hedges Championship dank der kampflosen Aufgabe von Anthony Bishop und einem anschließenden Sieg über Gerard Greene mehr als eine Runde überstand. Auf der Weltrangliste rutschte er infolgedessen um fünfzehn Plätze auf Rang 58 ab.
Mit der nächsten Saison brachen seine Ergebnisse erneut ein, als er nur noch bei dem Non-ranking-Turnier Merseyside Professional sein Auftaktspiel gewinnen konnte und nach insgesamt drei Siegen über unbedeutende Spieler im Viertelfinale gegen Rod Lawler verlor. Somit stürzte er auf der Weltrangliste auf Rang 107 ab.
In der Saison 1996/97 stabilisierten sich seine Ergebnisse trotz zahlreicher Auftaktniederlagen wieder etwas, als er drei Mal die Runde der letzten 96 und ein weiteres Mal die Runde der letzten 128 erreichte. Sein bestes Saisonergebnisse erzielte direkt zum Auftakt beim Asian Classic, bei dem er unter anderem Mike Hallett besiegte und in der Runde der letzten 64 gegen Matthew Couch verlor. Zum Saisonende wurde er auf der Weltrangliste auf Rang 121 platziert. Durch strukturelle Änderungen auf der Profitour wurden im Übergang zur nächsten Saison die Plätze auf der Main Tour beschränkt. Dodds Weltranglistenposition reichte nicht für eine direkte Qualifikation aus, sodass er in die WPBSA Qualifying School musste. In den vier Events schied er dreimal recht früh aus, kam aber im dritten Event bis ins entscheidende Spiel. Da er aber John Lardner unterlag, verlor er seinen Profistatus.
Die anschließende Spielzeit verbrachte er auf der UK Tour 1997/98, der neu eingeführten, „zweitklassigen“ Profitour. Bei den eigenen Events der Tour schied er zwar früh aus, allerdings konnte er sowohl bei der Benson and Hedges Championship als auch in der Qualifikation für die Snookerweltmeisterschaft jeweils die für ihn zweite Runde erreichen. Letztlich durfte Dodd in der Saison 1998/99 wieder zurück auf die Main Tour. Allerdings konnte er erneut nur bei fünf Turnieren seine Auftaktspiele gewinnen, sodass eine Teilnahme an der vierten Qualifikationsrunde der Snookerweltmeisterschaft sein bestes Ergebnis war. Dort bestritt er gegen Darryn Walker, der ihn mit 8:10 besiegte, seine letzte Profipartie – Rang 174 auf der Weltrangliste reichte deutlich nicht für eine Qualifikation für die nächste Saison, und danach beendete er seine Karriere.

### Weiteres Leben
In den folgenden Jahren nahm Dodd als Amateur an den Qualifikationen für zahlreiche Profiturniere, meist der Snookerweltmeisterschaft, teil, wobei eine Teilnahme an der vierten Qualifikationsrunde bei der Snookerweltmeisterschaft 2001 sein bestes Ergebnis darstellte. Im Jahr 2012 nahm Dodd erstmals an der World Seniors Championship teil, wo er mit Siegen über Andrew Milliard, Bill Oliver und Steve Meakin sich für das Achtelfinale qualifizierte und dort gegen Cliff Thorburn verlor. Während er im folgenden Jahr in der fünften Qualifikationsrunde gegen Philip Williams sowie 2015 sein Auftaktspiel verlor, qualifizierte er sich 2016 für die Runde der letzten 24 und unterlag dort Robert Milkins. Ab dem Ende der 2010er-Jahre nahm er auch davon unabhängig an den Events der World Seniors Tour teil.
Abgesehen davon ist Dodd Inhaber des The Les Dodd Snooker Centre in Southport und arbeitet auch als Snookertrainer.

## Erfolge
| Ausgang       | Jahr | Turnier                           | Finalgegner  | Ergebnis |
| ------------- | ---- | --------------------------------- | ------------ | -------- |
| Profiturniere |      |                                   |              |          |
| Zweiter       | 1987 | English Professional Championship | Tony Meo     | 5:9      |
| Zweiter       | 1997 | WPBSA Qualifying School – Event 2 | John Lardner | 0:5      |